# Roger Grasset
Roger „Toto“ Grasset (* um 1910; † nach 1950) war ein französischer Jazzmusiker (Kontrabass, Tuba) des Swing, der vor allem durch seine Zusammenarbeit mit Django Reinhardt in Erinnerung bleibt.

## Leben und Wirken
Grasset war 1929 Tubist bei Ray Ventura et ses Collegiens, zu denen u. a. auch Gaston Lapeyronnie, Danny Polo und Paul Misraki gehörten („I'm Afraid of You“, Columbia). In den frühen 30ern wechselte er zum Kontrabass und spielte dann bei Grégor et ses Grégoriens und den Chicago Syncopators um Guy Paquinet und Michel Warlop („My Gal Sal“). Ab 1934 war er Mitglied in Michel Warlops Orchester, mit dem er die Sängerin Germaine Sablon begleitete („La chanson du large“). Im Orchester Michel Warlop begleitete er auch 1935 den jungen Vokalisten Le Petit Mirsha bei Songs wie „Petit homme, c'est l'heure de faire dodo“ oder „Maman, ne vends pas la maison!“. Grasset gehörte auch dem Ensemble Le Jazz du Poste Parisien an, in dem neben Warlop und Paquinet u. a. auch Alex Renard, Henry Arnold, Serge Glykson, Alix Combelle und Stéphane Grappelli spielten.
In der zweiten Hälfte der 1930er-Jahre arbeitete Grasset u. a. bei Wal-Berg („Bei mir bist du schöen“). Spätestens im April 1938 ersetzte er Louis Vola im Quintette du Hot Club de France („J'attendrai“, 1938) und wirkte auch im 1938 bei dessen Session mit Larry Adler („I Got Rhythm“, „Body and Soul“) mit. Im Sommer 1938 war mit Django Reinhardt in Großbritannien (Aufnahmen bei Decca). Grasset ist auf den Titeln „Swing from Paris“ und „The Flat Foot Floogie“ (Decca)  zu hören. Mitte 1938 nahm er mit Eddie Brunner für Swing auf („In a Little Spanish Town“, mit Bill Coleman, Alix Combelle, Noël Chiboust, Herman Chittison, Oscar Alemán, Tommy Benford).
Im April 1943 spielte Grasset bei Dany Kane et son Ensemble („St. Louis Blues“, mit Pierre Delhoumeau, Yvonne Blanc, Sarane Ferret, Jerry Mengo); 1946 war Grasset an Jamsessions mit Lucien Philip, Harry Perret, Léo Chauliac, Henri Crolla, Alex Renard, Arthur Motta und Emmanuel Soudieux beteiligt; 1946/47 entstanden noch Aufnahmen mit Sarane Ferret, 1949 mit Jerry Mengo und im Juli 1950 mit Don Byas („Summertime“, mit Art Simmons, Jean-Jacques Tilché und Claude Marty). Im Bereich des Jazz war er zwischen 1929 und 1950 an 46 Aufnahmesessions beteiligt.